# Naugatuck
Naugatuck é um distrito localizado no estado americano de Connecticut, no Condado de New Haven.

## Demografia
Segundo o censo americano de 2000, a sua população era de 30.989 habitantes.
Em 2006, foi estimada uma população de 31.872, um aumento de 883 (2.8%).

## Geografia
De acordo com o United States Census Bureau tem uma área de 42,6 km², dos quais 42,4 km² cobertos por terra e 0,2 km² cobertos por água. Naugatuck localiza-se a aproximadamente 123 m acima do nível do mar.

## Localidades na vizinhança
O diagrama seguinte representa as localidades num raio de 24 km ao redor de Naugatuck.